# Jan Tomaszewski
Jan Tomaszewski (Wrocław, 1948. január 8. –), lengyel válogatott labdarúgókapus.
A lengyel válogatott tagjaként részt vett az 1974-es és az 1978-as világbajnokságon, illetve az 1976. évi nyári olimpiai játékokon.

## Sikerei, díjai
Lengyelország
- Világbajnoki bronzérmes (1): 1974
- Olimpiai ezüstérmes (1): 1976